# Montreuil-en-Touraine
Montreuil-en-Touraine település Franciaországban, Indre-et-Loire megyében. Lakosainak száma 750 fő (2022. január 1.). Montreuil-en-Touraine Autrèche, Nazelles-Négron, Neuillé-le-Lierre, Pocé-sur-Cisse, Reugny és Saint-Ouen-les-Vignes községekkel határos.

## Népesség
A település népességének változása:
| Lakosok száma | 433  | 521  | 642  | 682  | 769  | 836  | 832  | 786  | 766  | 750  |
|               | 1968 | 1982 | 1999 | 2006 | 2011 | 2015 | 2017 | 2018 | 2020 | 2022 |